# Enrique Pélach y Feliú
Enrique Pélach y Feliú (Anglès, 3 de outubro de 1917 — Abancay, 19 de julho de 2007) foi prelado hispano-peruano da Igreja Católica Romana que serviu como bispo da Diocese de Abancay, no Peru, de 1968 a 1992.

## Biografia
Dom Enrique nasceu em Anglès, na província de Girona, Espanha. Ingressou no seminário de sua cidade natal, e cursou também estudos na Pontifícia Universidade Gregoriana de Roma. Foi ordenado sacerdote em 6 de janeiro de 1944. Enquanto continuava seus estudos em Roma, conheceu e tornou-se amigo de Josemaria Escrivá de Balaguer. Em 1952, quando era administrador do seminário diocesano da Diocese de Girona, recebeu permissão de seu bispo para se tornar um dos primeiros sacerdotes a entrar na Sociedade Sacerdotal da Santa Cruz, associação de clérigos do Opus Dei.
Padre Pélach chegou ao Peru em 1957 para trabalhar na Prelazia de Yauyos, sob a direção de Monsenhor Ignacio María de Orbegoso. Foi um dos cinco padres diocesanos que iriam servir a nova Prelazia, recentemente criada e confiada pelo papa Pio XII ao Opus Dei.
Em 25 de junho de 1968, o Papa Paulo VI o nomeou bispo da Diocese de Abancay. Sua sagração episcopal ocorreu em 14 de julho seguinte, em Cañete, por imposição das mãos de Dom Alcides Mendoza Castro, seu antecessor e então removido para o Ordinariato Militar do Peru, auxiliado por Dom Ignacio María de Obergozo y Goicoechea, bispo de Chiclayo, e por Dom Luis Sánchez-Moreno Lira, bispo-prelado de Yauyos. Tomou posse de sua catedral sete dias depois. A obra mais importante de seu trabalho episcopal foi a criação do Seminário Maior Nossa Senhora de Cocharcas e o Seminário Menor São Francisco Solano.
O Bispo Pélach também foi autor de alguns livros. Seu Catecismo vendeu mais de cem mil exemplares. Também escreveu Devocionario Rezar y Cantar e uma biografia, Abancay: un obispo en los Andes peruanos".
Em 1 de dezembro de 1992, o Papa João Paulo II acatou ao seu pedido de renúncia ao ministério episcopal por idade. Sucedeu-lhe então o coadjutor Dom Isidro Sala Ribera, que servia como auxiliar desde 1986. Dom Enrique fora seu co-consagrante ao episcopado.
Faleceu aos 89 anos de idade em Abancay. Seu corpo foi velado na Catedral e, após a missa de exéquias, foi sepultado na cripta dos bispos, em 21 de julho de 2007.